# Stefan Białas
Stefan Feliks Białas (ur. 8 grudnia 1948 w Siemianowicach Śląskich) – trener piłkarski i komentator sportowy. Był piłkarzem m.in. Śląska Wrocław i Legii Warszawa.
Jako szkoleniowiec pracował w Tunezji i Francji, a także w warszawskiej Legii. Do 2 października 2006 pełnił obowiązki I trenera Cracovii. 12 maja został trenerem Jagiellonii Białystok, asystentem został Dariusz Czykier. 7 czerwca 2008 za porozumieniem obu stron rozstał się z Jagiellonią. 14 marca 2010 został tymczasowym trenerem Legii Warszawa po zwolnieniu Jana Urbana. 31 maja 2010 roku zgodnie z umową przestał pełnić funkcję trenera Legii Warszawa.
Był również komentatorem Ligue 1 w Eleven.
Jest bratem Jana Białasa, piłkarza i reprezentanta Polski.